# Renald d'Herbauges
Renald (francès Renaud, llatí Rainaldus) fou un noble francès originari d'Aquitània (genere Aquitanicus), que fou comte d'Herbauges. Probablement era de la família dels Rorgònides del Maine, pel nom Hervé que va portar un dels seus fills, propi d'aquesta nissaga.
El comtat d'Herbauges estava format per tres pagus o comarques al sud del Loira: Arballicus (Herbauges), Metallicus (Les Mauges) i Teofalicus (Tiffauges) i havia estat separat del comtat de Poitiers o Poitou. Va ser nomenat comte abans del juliol del 835, data en què ja apareix en un combat contra els normands a Noirmoutier.
Després de la mort del comte Ricuí de Nantes (841), fou nomenat per Carles II el Calb com a comte de Nantes (Namneticae urbis comes) en perjudici de Lambert II que era l'hereu legítim del seu pare Lambert I de Nantes. Lambert II havia donar suport a Carles el Calb al costat del qual havia lluitat a la batalla de Fontenoy-en-Puisaye i es va sentir decebut, trencant llavors el seu suport al rei i marxant a Bretanya on va fer aliança amb el cap bretó Nominoe, gairebé en revolta oberta contra França. Aprofitant una malaltia del cap bretó, Renald va intentar envair el seu territori apel punt on es donava la unió del bisbat d'Alet i el comtat de Nantes, per la via romana d'Angers a Carhaix; un exèrcit bretó manat pel príncep Erispoe i ajudat per un contingent de Lambert II, fou derrotat pel comte d'Herbauges a la batalla de Messac (a la vora del riu Vilaine). Però al cap de poc Renald fou derrotat i mort pels bretons i el seu aliat el cap normand Hasting (?) a la batalla de Blain el 24 de maig del 843 segons la Crònica d'Aquitània, el que suposa que fou 30 dies abans de la conquesta de Nantes pels normands i la mort del bisbe Gohard (o Gunhardus), el dia de Sant Joan esmentat pels Annales de Saint-Serge d'Angers, reproduïts a la Crònica de Nantes.
El comtat d'Herbauges va passar al seu fill Hervé. Els normands van ocupar Nantes el 24 de juny i van matar el seu bisbe a la catedral. Els nantesos es van negar a reconèixer a Lambert II com a comte perquè era sospitós d'haver guiat als normands, però a la sortida d'aquestos de la ciutat, Lambert es va fer amo finalment de Nantes.